# Mitsunori Yoshida
Mitsunori Yoshida, född 8 mars 1962 i Aichi prefektur, Japan, är en japansk tidigare fotbollsspelare.